# Wildernisgebied Käsivarsi

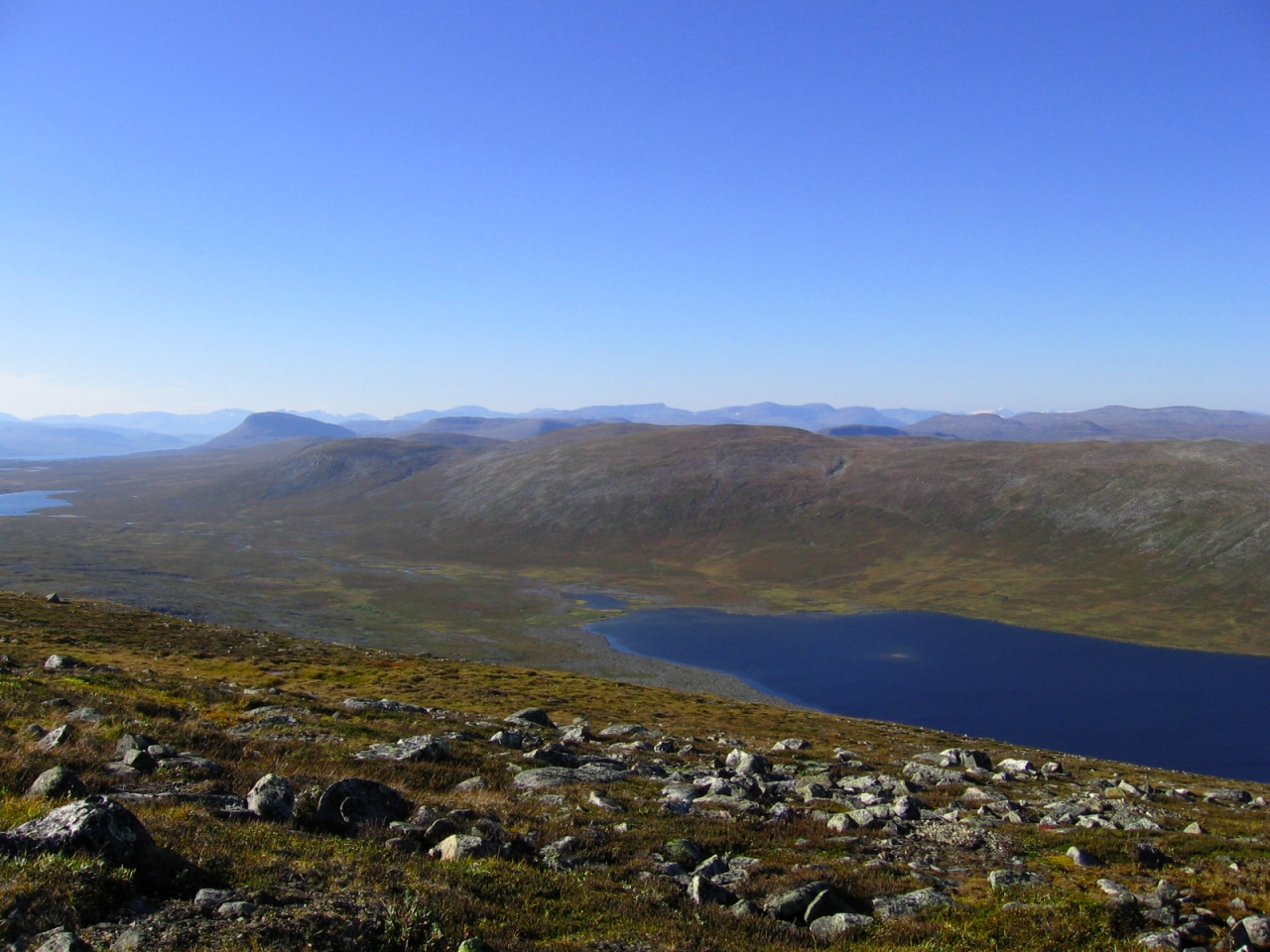
Wildernisgebied Käsivarsi

Het wildernisgebied Käsivarsi (Fins: Käsivarren erämaa-alue) ligt in het noordwesten van de Finse gemeente Enontekiö, in de zogenaamde "arm" (= Käsivarsi) van Finland. De gemeente Enontekiö maakt deel uit van de regio en provincie Lapland.
Het gebied is  met een oppervlakte van 2206 km² het op een na grootste wildernisgebied van Finland. Het grenst in het noorden aan het 803 km² grote Noorse nationaal park Reisa.
De natuur en het culturele erfgoed van Käsivarsi zijn uniek. De grote bergen (fjelds) in het noordwesten van de wildernis vormen het enige gebied in Finland dat deel uitmaakt van de Scandinavia-Caledonides scheiding. Het gebied bevat op een na alle fjelds in Finland die hoger zijn dan 1000 m.
Het hoogste punt van Finland bevindt zich hier: het is een punt 1328 m boven de zeespiegel gelegen op een uitloper van de Haliatunturi. Het hoogste punt van de berg echter (1365 m) bevindt zich over de grens in Noorwegen.
Er lopen geen wegen door het gebied, wat niet wil zeggen dat het onbewoond zou zijn. In het gebied ligt Raittijärvi, een Samisch dorp waar sommige families het jaar door verblijven. De trekker kan bovendien in achttien hutten in het reservaat terecht.
Het pad Nordkalottleden loopt van noord naar zuid door de wildernis. Het dankt zijn ontstaan aan de samenwerking tussen de toeristische diensten van Finland, Noorwegen en Zweden.